# Forge haute de Mellier
La forge haute de Mellier est un ensemble bâti en 1617 et situé à Mellier dans la commune de Léglise en province de Luxembourg (Belgique).
L'ensemble formé par le pont-barrage, les fours à chaux, les anciennes forges et les terrains environnants est classé comme monument le 13 octobre 1980 et est repris sur la liste du patrimoine exceptionnel de la Région wallonne depuis 2016.

## Localisation
La forge haute se situe à environ 1 800 m au sud du village ardennais de Mellier en direction de Marbehan, sur la rive gauche de la Mellier, un affluent de la Rulles. Elle se trouve dans un environnement forestier entre, d'une part, la route nationale 897 (rue de la Bourgeoise) et, d'autre part, la rue des Forges et la ligne de chemin de fer 162 Namur-Arlon.

## Historique
En 1615, il est décidé de construire une forge le long de la Mellier. Les trois éléments nécessaires à la création d'une métallurgie locale se trouvent à proximité : l'eau de la Mellier pour la force motrice, le bois transformé en charbon de bois pour la chaleur et le minerai de fer. En 1617, les travaux de construction de la forge sont terminés et la forge mise en activité. En 1730, l'étang est agrandi et la forge, qui était à l'arrêt depuis plusieurs décennies, est réactivée jusqu'à son arrêt en 1805, ne pouvant dès lors rivaliser avec les grands bassins sidérurgiques du sillon Sambre-et-Meuse. Le duc Prosper-Louis d’Arenberg achète les bâtiments en 1837 pour son caractère forestier et, en 1876, le lieu est occupé par une scierie. Depuis le XXe siècle, le site est à l'abandon.

## Description
Les bâtiments sont construits en schiste, la pierre locale. L'ensemble du site se compose des vestiges des anciennes forges de 1617, du pont-barrage de 1621 composé de quatre arches en plein cintre, de l’étang, de la maison du facteur de Forges datant de 1845, de la halle à charbon, de la halle à minerai, de l’affinerie, de la forgette, des fours à chaux et de quelques ruines éparses.

### Sources et liens externes
- « Les anciennes forges de Mellier », sur Cirkwi, 1er janvier 1970 (consulté le 25 août 2020)